# Ramassetter Vince

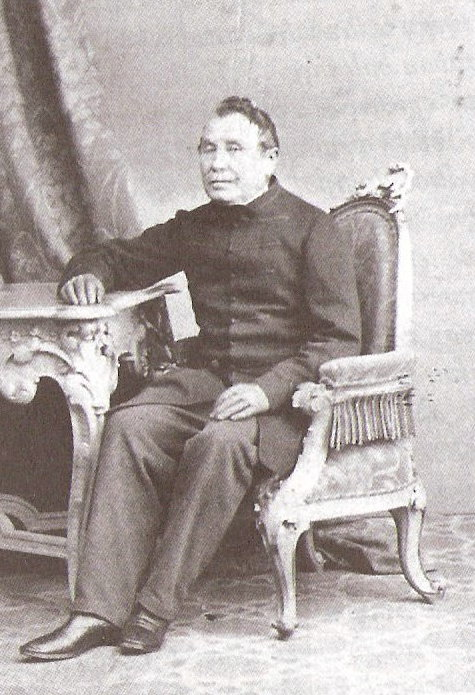
Ramassetter Vince otthonában

Ramassetter Vince, Ramassetter Vince Lipót (Sümeg, 1806. február 8. – Sümeg, 1878. május 10.) kékfestő, iskolaalapító, városi tanácsnok. Ramazetter Károly testvérbátyja.

## Életútja
Ramasetter Lipót és Klausz (Kraus) Erzsébet fia. A család a mai Deák Ferenc utca 8. szám alatt lakott. Édesapja Németalföldről települt Magyarországra.  Kőszegen és Győrött járt gimnáziumba, majd folytatva apja mesterségét, ő is kékfestő lett. Emellett foglalkozott borkereskedéssel, kádárüzemet működtetett, sőt még papírt is gyártott. Az 1840-es évek derekán vált közismertté és népszerűvé, amikor a Védegylet mozgalmat támogató hölgyek az ő kelméit hordták. 1848-ban Sümeg mezőváros polgármesterévé választották.
A felvidéki Árva megyei Babróból származó Kompanik Zsófiával 1836-ban kötött házasságából két gyermeke született, de mindkettőjük fiatalon meghalt. Szülővárosa gyermekeinek iskoláztatását alapítványokkal támogatta. Előbb (1846-ban) az iparostanoncok oktatását, majd 1855 áprilisában egy reáliskola létrehozását pártfogolta alapítványaival. Úttörő érdemei voltak a sümegi elemi iskola négy osztályossá szervezésében. Az 1850-es évektől fáradhatatlanul agitált az iskolafejlesztés mellett. 1864-ben az elemi leányosztályok, majd 1872-ben az óvoda számára ajándékozott telket és házat. Több alkalommal, így 1875-ben kelt végrendeletében is nagy összegeket áldozott Sümeg iskoláinak fejlesztésére. 1878-ban hunyt el végelgyengülésben, Kovács Zsigmond veszprémi püspök temette május 12-én.
Szülővárosa szobrot emelt, és díjat alapított a tiszteletére. A Ramassetter-díjat minden év augusztus 20-án adják át a Sümeg városért sokat tevékenykedő szerencséseknek.

## Külső hivatkozások
- A Ramasetter és Ibos családokról
- A sümegi Ramasetter Pince fölújításáról